# Affaire Joséphine Barthélemy
Vous êtes invité à donner votre avis sur cette page de discussion, de manière argumentée en vous aidant notamment des critères d’admissibilité ou en présentant des sources extérieures et sérieuses.  
Après avoir apposé le modèle {{Admissibilité}} sur une page, suivez les étapes expliquées sur Wikipédia:Débat d'admissibilité/Aide :
| 1. | Créez la page de débat d'admissibilité.                                                                      | Sauvegardez d’abord la page pour l’initialiser puis indiquez votre motivation.                      |
| 2. | Important : ajoutez une entrée dans la section Débat d'admissibilité du jour.                                | Utilisez ce texte : *{{L\|Affaire Joséphine Barthélemy}}                                            |
| 3. | Pensez à informer les contributeurs principaux de la page et les projets associés lorsque cela est possible. | Utilisez ce texte : {{subst:Avertissement débat d'admissibilité\|Affaire Joséphine Barthélemy}}~~~~ |

L'affaire Joséphine Barthélemy est une affaire d'infanticide consécutif à un viol de guerre. La jeune Lorraine Joséphine Barthélemy est jugée à Paris en 1917 pour le meurtre de son enfant nouveau né issu du viol que lui ont fait subir des soldats allemands en 1916 en Meurthe-et-Moselle.
Elle explique refuser cet enfant « né d'un père boche » et son avocat justifie ce refus par son patriotisme. Elle est acquittée.

## Affaire
En août 1916, Joséphine Barthélemy, jeune domestique, née le 19 mai 1897 à Ville-sur-Yron dans le département de la Meurthe-et-Moselle, tue l'enfant qu'elle vient de mettre au monde, né d'un viol commis par un soldat allemand. Rapatriée de Meurthe-et-Moselle occupée, elle est alors domestique à Gennevilliers chez une marchande de vin. 
Elle est jugée en janvier 1917 pour infanticide par la cour d'assises de Paris. Elle explique avoir accouché seule, dans la nuit du 14 au 15 août 1916 et que l'enfant n'a pas crié, mais l'expertise médicale établit que l'enfant est né vivant et a été jeté dans les latrines. Jugée pour le crime d'infanticide, elle encoure une lourde condamnation, mais les circonstances atténuantes sont alors souvent accordées aux femmes condamnées pour infanticide et elles ne sont pas toutes condamnées à des peines de prison. Toutefois, elle n'emploie pas d'argument susceptible de faire douter de la préméditation.
Elle raconte avoir été violée, alors qu'elle était bonne à Chambley en Meurthe-et-Moselle, par quatre soldats allemands à la mi-décembre 1915, avant d'être évacuée avec d'autres personnes et qu'elle refuse l'enfant né de ce viol, répétant : « je ne voulais pas d'un enfant né d'un père boche », ce qui constitue son unique ligne de défense,. Lors de son procès, elle parle peu. L'accusation met en doute la date du viol, qui a pour effet que l'enfant serait né après huit mois de grossesse alors que, bien constitué, il semble être né à terme. Joséphine Barthélemy hésite alors sur la date, ce qui jette le doute sur ses autres affirmations. L'avocat général et le président de la cour affirment qu'elle ment. 
Son jeune avocat, maître Lœuwel, plaide l'infanticide sciemment commis, en forme d'acte patriotique, presque un acte de guerre. Il relie son mutisme au traumatisme de l'occupation et souligne le patriotisme de la famille, puisque son frère est mort à Verdun. Il affirme aussi que son cas est banal et qu'elle a le droit de « refuser une telle maternité », parce que l'enfant était « un petit Allemand, le fils d'une de ces brutes qui avaient pillé son village, brûlé son sa maison, assassiné des malheureux […] et qui avaient tué son frère ». Il fait donc de Joséphine Barthélemy une héroïne patriote, et place sa souffrance au même niveau que celle des combattants. 
Le 23 janvier 1917 Joséphine Barthélemy est acquittée, sous les applaudissements du public,,. Le jury a souscrit aux arguments de l'avocat, dont la plaidoirie est entièrement publiée dans la prestigieuse Revue des grands procès contemporains. Le 18 septembre 1920, elle épouse à Gennevilliers le marinier César Florimond Maerten, né en 1896 à La Gorgue (Nord) et alors domicilié à Paris.

## Mémoire et historiographie
Cette affaire est rapportée et commentée dans la presse de l'époque,, qui ne met pas en doute la véracité du viol et excuse l'infanticide. La même année, l'écrivain Georges Docquois consacre un chapitre de son livre La Chair innocente. L'enfant du viol boche à cette affaire,.
L'affaire Joséphine Barthélemy est le cas qui ouvre le livre que l'historien Stéphane Audoin-Rouzeau consacre en 1995 aux viols de guerre,,,.